# الله درة عليا (مقاطعة ديواندرة)
الله‌درة عليا (بالفارسية: الله‌دره علیا) هي قرية تقع في قسم كولة الريفي (مقاطعة ديواندرة) في إيران. يقدر عدد سكانها بـ 344 نسمة .